# Liste der Kreisstraßen im Landkreis Wesermarsch

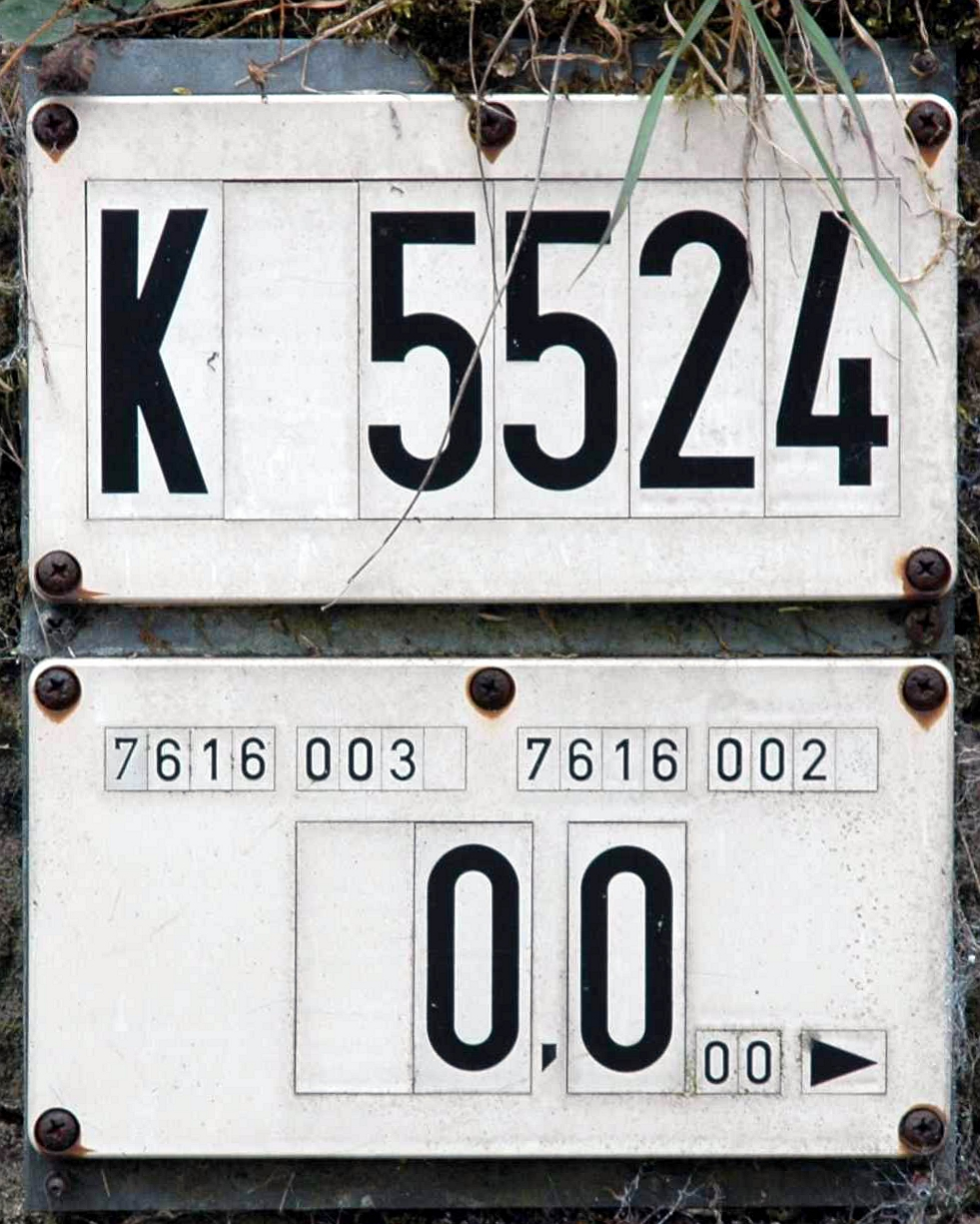
Stationszeichen

Die Liste der Kreisstraßen im Landkreis Wesermarsch führt alle Kreisstraßen im niedersächsischen Landkreis Wesermarsch auf.

## Abkürzungen
- K: Kreisstraße
- L: Landesstraße

## Liste
Nicht vorhandene bzw. nicht nachgewiesene Kreisstraßen werden in Kursivdruck gekennzeichnet, ebenso Straßen und Straßenabschnitte, die unabhängig vom Grund (Herabstufung zu einer Gemeindestraße oder Höherstufung) keine Kreisstraßen mehr sind. 
Der Straßenverlauf wird in der Regel von Nord nach Süd und von West nach Ost angegeben.
| Nr.   | Verlauf |
| ----- | --- |
| K 108 | (K 108 im Landkreis Friesland) – Kreisgrenze – Jaderberg – L 862 – Kreisgrenze – (K 108 im Landkreis Ammerland)                                                     |
| K 131 | L 864 – Kreisgrenze – (K 131 im Landkreis Ammerland) |
| K 180 | L 859 – Feldhausen – Fedderwardersiel – L 859 |
| K 181 | L 860 in Burhave – L 858 in Waddens |
| K 182 | L 858 in Schweewarden – Tettens – Blexen – |
| K 184 | L 859 in Eckwarden – Sinswürden – Eckwardermühle – Eckwarderhörne                                                                                                   |
| K 185 | L 859 in Ruhwarden – K 186 in Süllwarden |
| K 186 | L 859 – K 185 – Süllwarden – Seeverns – L 859 in Roddens |
| K 188 | – Einswarden – Friedrich-August-Hütte – Nordenham – K 190 in Großensiel                                                                                             |
| K 189 | L 860 – Abbehausergroden – K 191 – L 855 in Seefeld |
| K 190 | K 191 – Esenshamm – – K 188 – Großensiel |
| K 191 | K 189 – Abbehausergroden – Esenshammergroden – K 190 – K 192 – Oberdeich – Hayenwärf – Hartwarderwurp – Rodenkircherwurp – Rodenkircherfeld – K 200 in Rodenkirchen |
| K 192 | L 855 in Seefeld – Morgenland – K 191 |
| K 193 | K 344 – K 200 in Rodenkirchen |
| K 197 | L 859 – Stollhammer Deich – Augustgroden – Feriendorf Jade-Sehestedt – Sehestedt – K 198 – Norderschweiburg – Schweiburgersiel – Schweiburg –                       |
| K 198 | K 197 – K 189 – – Rönnelmoor – K 330 – K 320 – L 863 |
| K 200 | / in Hiddingen – K 193 – Rodenkirchen – K 191 – Alserfeld – Alse – K 204 – – Sürwürden – Schmalenfleth – L 889 in Golzwarden                                        |
| K 201 | L 862 in Jade – Nordbollenhagen – K 202 – Südbollenhagen – L 864 |
| K 202 | L 863 – K 319 – K 201 |
| K 203 | L 886 in Colmar – L 855 |
| K 205 | L 855 in Ovelgönne – /L 889 |
| K 206 | Boitwarden – Industriegebiet |
| K 207 | K 208 in Norderfeld – – K 213 in Kirchhammelwarden |
| K 208 | in Hammelwarder Außendeich – Norderfeld – K 207 – Süderfeld – Sandfeld – K 211                                                                                      |
| K 209 | K 210 in Oldenbrok Bahnhof – in Oldenbrok Mittelort |
| K 210 | L 864 – Südmentzhausen – K 319 – Rüdershausen – Oldenbrok Bahnhof – K 209 –                                                                                         |
| K 211 | in Oldenbrok Mittelort – Sandfeld – K 208 – – K 213 in Oberhammelwarden                                                                                             |
| K 212 | K 213 in Elsfleth – – Neuenfelde – K 213 |
| K 213 | Brake (Unterweser) – Kirchhammelwarden – K 207 – Käseburg – Erlenteich – Oberhammelwarden – K 211 – Elsfleth – K 212 – – K 212 – L 864 in Bardenfleth               |
| K 214 | – Oberhörne – L 864 in Niederhörne |
| K 215 | L 864 – Moorseite – |
| K 217 | in Ranzenbüttel – Warfleth – Ganspe – Motzen – L 875 – Bardenfleth – Ritzenbüttel – K 218 – Lemwerder – L 885 – L 875 in Altenesch                                  |
| K 218 | K 217 in Ritzenbüttel – Barschlüte – Neubarschlüte – L 875 in Bardewisch                                                                                            |
| K 219 | L 859 – Mitteldeich – L 860 |
| K 223 | L 867 in Neuenkoop – Ochholt – Kreisgrenze – (K 223 im Landkreis Oldenburg)                                                                                         |
| K 317 | in Hiddigwarden – Hiddigwardermoor – L 867 |
| K 319 | K 202 – Mentzhausen – Südmentzhausen – K 210 – L 864 |
| K 320 | in Schweiburg – K 198 |
| K 323 | L 859 in Tossens – L 859 in Roddens |
| K 330 | K 198 in Rönnelmoor – L 855 |
| K 344 | – Havendorfersand – Kleinensiel – K 193 |